# Constantim (Vila Real)
Constantim (deutsch Konstantin) ist ein Ort und eine ehemalige portugiesische Gemeinde (Freguesia) im Kreis von Vila Real.
Die Fläche beträgt 6,5 km², die Bevölkerungsdichte beträgt 157,9 Einwohner/km². Die Einwohnerzahl beträgt 1020 (Stand 30. Juni 2011). Im Industriegebiet der Gemeinde befindet sich ein regionaler Flughafen, der von Lissabon aus angeflogen wird.
Am 29. September 2013 wurden die Gemeinden Constantim und Vale de Nogueiras zur neuen Gemeinde União das Freguesias de Constantim e Vale de Nogueiras zusammengeschlossen.

## Söhne und Töchter der Stadt
- Simão, portugiesischer Fußballspieler